# Estudo Botanico Nordéste
Estudo Botanico Nordéste (abreviado Estud. Bot. Nordéste) es un libro con ilustraciones y descripciones botánicas que fue escrito por el ingeniero, botánico, fitogeógrafo, y explorador alemán Philipp von Luetzelburg. Fue publicado en 3 volúmenes en los años 1925-1926.